# Бенц, Роберт
Роберт Бенц (нем. Robert Benz; род. 26 января 1954, Апатин) — немецкий пианист.

## Биография
Вырос в городке Рёдермарк. С четырёх лет учился игре на фортепиано у своего отца, дававшего частные музыкальные уроки. Окончил Высшую музыкальную школу Карлсруэ по классу Наоюки Танеды, затем продолжил музыкальное образование в Джульярдской школе у Розины Левиной и Мартина Канина. В 1974 г. завоевал первую премию на Международном конкурсе пианистов имени Бузони, в 1976 г. добавил к ней первую премию Международного конкурса пианистов имени Листа и Бартока.
Роберт Бенц широко концертирует как солист и является постоянным (с 1996 г.) участником Трио Бамберг. С 1990 г. он профессор Мангеймской высшей школы музыки и театра. Участвует в работе жюри международных конкурсов.